# Místní muzeum Luka nad Jihlavou
Místní muzeum Luka nad Jihlavou (jinak též nazývané Muzeum Luka nad Jihlavou či Muzeum tradičních řemesel v Lukách nad Jihlavou) je muzeum v Lukách nad Jihlavou, založeno bylo 2. července 2004 a zřizováno je městem Luka nad Jihlavou. Sídlí v domě "U Holubů" v ulici Školní čp. 20.

## Historie
Pokusy o založení muzea v Lukách nad Jihlavou proběhly počátkem německé okupace, prvním iniciátorem byl učitel a redaktor Jihlavských listů Vladimír Urbánek, při zakládání byli o pomoc požádáni další specialisté na muzea z okolí jako například Josef František Svoboda, ten se vyjádřil, že založení muzea bude komplikované, neboť české muzeum existuje v Jihlavě a okrskové muzeum je v plánu v Brtnici. Poslední zmínky o muzeu existují z ledna 1941.
Muzeum tak bylo založeno až v červenci 2004, kdy první pokusy o novodobé založení muzea proběhly v roce 1999, kdy v roce 2000 bylo rozhodnuto o zakoupení domu na Školní ulici, v roce 2001 byla zahájena rekonstrukce domu, byla opravena střecha, upraveny stropní konstrukce, podlahy, dveře, elektroinstalace, vodoinstalace, topení, omítky a zdemolovány zbytné budovy na pozemku domu. Rekonstrukce skončila ke konci roku 2003, začátkem příštího roku byly zahájeny práce na interiéru muzea, byly instalovány vitríny, skříně, stoly a další zařízení. V květnu 2004 členové Klubu přátel Luk nad Jihlavou připravili prostory muzea pro otevření a instalovali první sbírky expozice.

## Expozice
V muzejních sbírkách jsou vystaveny primárně sbírkové předměty z oblasti tradičních řemesel, domácnosti a hospodářství, stejně tak jsou vystaveny dokumenty, informace a fotografie z historie města a okolí Luk nad Jihlavou. Součástí expozice je také dílna venkovského ševce, kancelář výpravčího z 50. let 20. století a kuchyně s kachlovými kamny.